# David P. Landau
David Paul Landau (* 22. Juni 1941 in St. Louis, Missouri) ist ein US-amerikanischer Physiker, der sich mit Computersimulation in der statistischen Physik befasst.
David Landau studierte an der Princeton University mit dem Bachelor-Abschluss 1963 und an der Yale University mit dem Master-Abschluss 1965 und der Promotion bei Werner Wolf 1967. Als Post-Doktorand forschte er für das CNRS in Grenoble und war 1968/69 Lecturer an der Yale University. 1969 wurde er Assistant Professor und später Professor an der University of Georgia.
Er initiierte Monte-Carlo-Studien von Phasenübergängen. In der Laudatio für den Rahman-Preis wird seine Entwicklung genauer Monte Carlo Sampling Techniken und Renormierungsgruppentechniken, sein Studium der Kinetik von Aggregation und Gelation in Polymeren hervorgehoben, sowie zahlreiche Beiträge zur Entwicklung und Anwendung der molekularen Dynamik und kinetischer Monte Carlo Methoden. Er untersuchte auch magnetische Festkörper und Phasenübergänge in absorbierten Monoschichten und binären Legierungen. Mit Kurt Binder verfasste er ein Standardwerk über Monte-Carlo-Simulationstechniken in der statistischen Physik.
1976 wurde David Landau Fellow der American Physical Society (APS). 2008 wurde er mit der Nicholson Medaille der APS für seine Beiträge zur Computerphysik und für die Etablierung des international renommierten Simulationszentrums an der University of Georgia ausgezeichnet. 2002 erhielt er den Aneesur-Rahman-Preis und 1987 den Jesse W. Beams Award. 1988 war er mit dem Humboldt-Forschungspreis bei Kurt Binder an der Universität Mainz und 1975 an der Universität des Saarlandes sowie 1974 Gastwissenschaftler am Kernforschungszentrum Jülich.
Er ist Herausgeber von Computer Physics Communications.

## Schriften
- mit Kurt Binder A Guide to Monte Carlo Simulations in Statistical Physics. Cambridge University Press, Cambridge [u. a.] 2000, ISBN 0-521-65366-5; 3. Auflage, 2009, ISBN 978-0-521-76848-1